# Rinforzando
Rinforzando of rinforzato is een Italiaanse muziekterm voor dynamieknotatie die de versterking van een groep tonen of akkoorden aangeeft.
Rinforzando wordt aangegeven met rfz of rf in vette cursieve schreefletters onder de betreffende partij, en in partijen met twee notenbalken zoals voor piano, tussen de balken, tenzij beide balken verschillende dynamiek benodigen. Soms wordt de term ook volledig genoteerd of wordt rinf neergeschreven.